# مجيب سلمان المرشد
يعتبر مجيب سلمان المرشد (1930 - 1952) صاحب الدعوة المرشدية، فبعد أن قام سلمان المرشد بتصحيح المعتقد وذكر بالوعد القائل بأن الله «سيملأ الأرض قسطا وعدلاً»، فقد دعا مجيب أتباعه إلى المعرفة الجديدة عن الله، ونصحهم بالالتزام بالأخلاق الطاهرة، وكون بإخلاص مذهبًا جديدًا شديد التماسك. ولكن التفاف أتباعه حوله ومحبتهم الشديدة له أثار نقمة الحاكم آنذاك أديب الشيشكلي عليه، فهذا الأخير لم يكن باستطاعته احتمال رؤية شعبية لأحد غيره في البلاد فاتخذ قرارًا بتصفيته وعمد إلى سجنه، ولكنه أطلق سراحه تحت ضغط الطائفة المرشدية، حيث نفذت الطائفة في ذلك الوقت (5/10/1952) إضرابا شاملا عن العمل والطعام، مما اضطر حكومة أديب الشيشكلي إلى إطلاق سراحه، لكن ذلك لم يطل إذ أرسل الشيشكلي قائد شرطته العسكرية عبد الحق شحادة ليقوم باغتياله (27/11/1952)، ثم إخفاء جثمانه. بعد غيبته استلم تعليم الطائفة أخوه ساجي المرشد (1931 - 1998) الذي يعتبر الإمام والمعلم. وإذا أردت أن تعلم أكثر عن المرشدية اذهب إلى كتاب «لمحات حول المرشدية» لنور المضيء المرشد.